# Dorothy Gwajima
Dorothy Onesphoro Gwajima (* 21. März 1971 in Kiomboi) ist eine tansanische Politikerin. Sie ist seit 2020 Mitglied des Kabinetts und Ministerin.

## Leben
Dorothy Gwajima ist verheiratet mit Methuselah Steven Gwajima.

### Ausbildung
Sie wurde im Kiomboi-Krankenhaus im Distrikt Iramba in der Region Singida geboren. Von 1978 bis 1984 besuchte sie die Wembere Primary School in ihrer Heimat, anschließend die weiterführende Schule in Marangu im Distrikt Rombo in der Region Kilimandscharo. Wiederum in Singida erwarb sie 1991 das Zertifikat der Mwenge High School. Von 1994 bis 2001 studierte sie Medizin in Nischni Nowgorod (Bachelor-Abschluss) und ab 2008 Medizin am Königlichen Tropeninstitut der Niederlande. Das Studium schloss sie 2009 mit dem Titel Master of Public Health ab.

### Beruf
Im Jahr 2005 arbeitete sie als Arzt im Bezirkskrankenhaus Bagamoyo. Anschließend war sie bis 2008 in leitender administrativer Tätigkeit am Krankenhaus tätig. Danach war sie Bezirksärztin des Distriktes Iramba, im Jahr 2012 übernahm sie administrative Aufgaben im Gesundheitsbereich für die Region Singida.

## Politik
Sie ist Mitglied der Partei Chama Cha Mapinduzi.
Im Jahr 2020 berief Präsident Magufuli Dorothy Gwajima ins Parlament. Sie wurde Gesundheitsministerin (Minister for Health, Community Development, Gender, Elderly and Children). International bekannt wurde sie, als sie ein Getränk aus Ingwer, Zwiebeln, Zitronen und Pfeffer als Heilmittel gegen COVID-19 anpries und bekräftigte, dass Tansania keine COVID-19-Impfstoffe bestellen werde. Im Jahr 2021 wurde Impfstoff bestellt und von ihr entgegengenommen.
Als die neue Ministerpräsidentin Samia Suluhu 2022 das Kabinett umbaute, wurde Dorothy Gwajima Ministerin für soziale Aufgaben (Gender and Social Welfare).